# Joaquim Norberto Xavier de Brito
Joaquim Norberto Xavier de Brito (Lisboa, c. 1774 — Rio de Janeiro, 17 de julho de 1843) foi um renomado militar luso-brasileiro que prestou importantes serviços para a Coroa de Portugal, sobretudo na defesa do Reino no contexto da Era Napoleônica e no Brasil após a Independência. 

## Biografia

### Atuação em Portugal
Iniciou sua carreira na Academia de Marinha, prosseguindo seus estudos na Real Academia de Artilharia, Fortificação e Desenho. Durante esse período em que esteve matriculado na dita Academia, obteve ótimos resultados nos exames avaliativos, bem como assistiu aos exercícios práticos, o que certamente foi substancial para a sua formação. Em 1796 foi promovido ao posto de Tenente, sendo incorporado no ano seguinte ao Real Corpo de Engenheiros, onde serviu sob as ordens do Marechal Duque de Lafões.
Fruto de seu bom desempenho, logo foi promovido a Capitão, em 1805, passando a servir no Arquivo Militar, onde galgou ao posto de Major. Em 1807 foi encarregado de elaborar a carta militar de uma parte da província de Estremadura. No ano seguinte foi nomeado para fortificar a Vila de Miranda do Corvo e organizar e dirigir os corpos de milícias e ordenanças necessários à guarnição da vila.
Em 1809 foi encarregado temporariamente das fortificações e linhas de defesa de Lisboa. No final do mesmo ano foi posto a disposição do coronel Richard Fletcher, comandante dos engenheiros do Exército, ficando empregado na construção das linhas de defesa da Capital por ocasião da Primeira e Segunda invasão francesa, no contexto da Era Napoleônica.

### Atuação no Brasil
Quando promovido a Tenente-coronel em 1815, seguiu para o Brasil juntamente à Divisão de Voluntários Reais sob o comando Carlos Frederico Lecor. Ao Rio de Janeiro, chegou em março de 1816 e ficou encarregado do depósito da Armação. Foi promovido ao posto de Coronel por meio de uma carta régia e, em 1819, foi transferido para o corpo de engenheiros do exército brasileiro com o fim de servir na Ilha dos Açores. Chegando a essa localidade, foi encarregado da construção de fortalezas, o que deu conta em pouco tempo, retornando ao Rio de Janeiro logo no ano seguinte, donde seguiu para a Capitania de São Pedro do Rio Grande do Sul na função de inspetor de fronteiras.
Em 14 de abril de 1821 foi nomeado comandante do Corpo de Engenheiros e diretor do Arquivo Militar, bem como compôs a Junta diretiva da Real Academia Militar do Rio de Janeiro. Foi promovido a Brigadeiro em 1822 e mesmo após a declaração de Independência do Brasil, seguiu servindo no País. Em 31 de março de 1824 jurou a Constituição do Império do Brasil e efetivou-se no posto de Brigadeiro. Foi ainda promovido a Marechal de Campo em 1832 e designado para vogal do Conselho Supremo Militar.
Em 1837 atingiu o auge de sua trajetória no seio da hierarquia militar, sendo promovido a efetividade do posto de Marechal de Campo. Poucos anos mais tarde, em agosto de 1842, transferido para a reserva devido a questões de saúde. No ano seguinte, face ao agravamento de sua enfermidade, veio a falecer em 17 de julho, sendo sepultado no Cemitério de São Francisco de Paula ou no Convento de Santo Antônio, ambos localizados na cidade do Rio de Janeiro.